# Лапата (Ялтинська яйла)

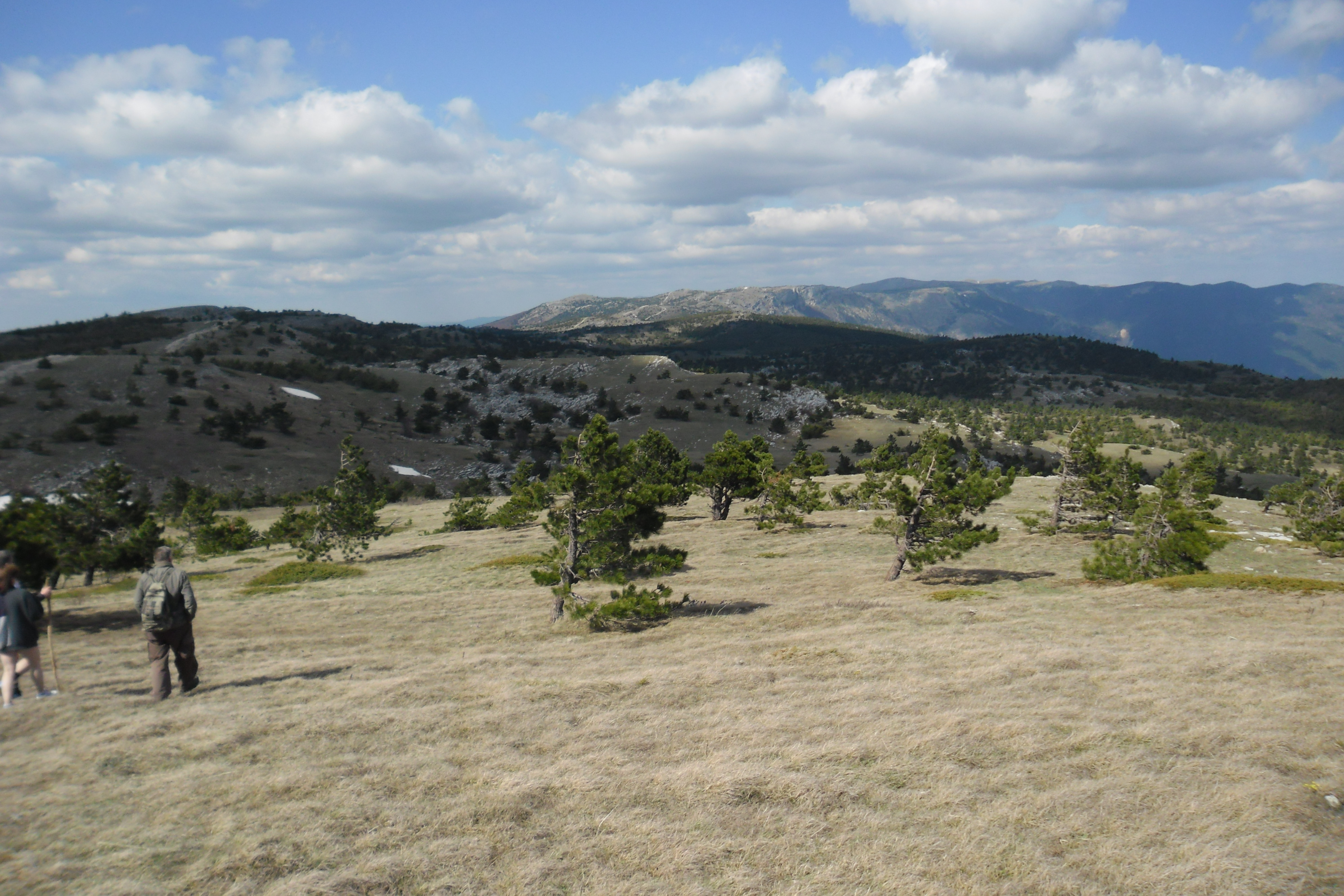
Ялтинська яйла - панорама на схід від Ставрікайської стежки.

Лапата (грец. лапата - лобода) - гора в Криму, на плато Ялтинська яйла. Висота 1 406 м. Скельні урвища, що утворюють дві ступені. Північний схил пологий. Розташована поблизу південної бровки Ялтинської яйли, в 3,5 км від північної околиці Ялти.